# Юзеф Макарій Потоцький
Юзеф Макарій Потоцький (пол. Józef Makary Potocki; 18 століття — 1821 або 1829) — польський шляхтич, галицький староста, кілька разів вирушав до Варшави, де під час правління Станіслава-Августа Понятовського жив деякий час.

## Життєпис
Юзеф Макарій Потоцький був сином польського шляхтича Юзефа Потоцького, та його другої дружини — Пелаґії Потоцької, донька Єжи Потоцького, сестри сім'ї — Катажини Коссаковської. Його першою дружиною була Ельжбета Маріанна Велополе (бл. 1747—1771, донька воєводи — Яна Велопольського) від якої у нього було семеро дітей померлого неповнолітнього. Друга була — Людовика Любомирська, дочка воєводи київського Станіслава Любомирського. Він був батьком Антонія і Станіслава Потоцьких. Його онук Леон Потоцький (1799—1864), відомий польський журналіст.
Володар міста під назвою Монастириська і села Юрківка (колишній Ямпільський повіт, нині Вінницька область, Тульчинський район в Україні; жив тут після розлучення зі своєю другою дружиною).
У 1792 році нагороджений Орденом Білого Орла, а в 1792 — Ордена Святого Станіслава.